# Jean-François Leuba
Jean-François Leuba (ur. 16 lipca 1934 w Lozannie, zm. 22 października 2004) – polityk szwajcarski, prawnik.
Działacz Partii Liberalnej; w latach 1978–1990 kierował resortem sprawiedliwości i policji w zarządzie kantonu Wald. 1987–1998 zasiadał w Radzie Narodowej (Nationalrat, jednej z izb parlamentu Szwajcarii), gdzie kierował frakcją liberalną (1991–1994); w 1996 był przewodniczącym Rady Narodowej.